# ネルビオン川
ネルビオン川(ネルビオンがわ、スペイン語: Rio de Nervion)は、スペイン・バスク州を流れる河川。アラバ県とビスカヤ県を流れ、ビルバオ都市圏中心部を通って大西洋・ビスケー湾のカンタブリア海に注ぐ。イバイサバル川との合流地点以北の最下流部はビルバオ河口と呼ばれる。

## 歴史
古代から、スペイン内陸部のメセタとネルビオン川流域を結ぶオルドゥニャの道は経済的な影響が大きかった。中世にはビスカヤ伯領とカスティーリャ王国の自然的国境となり、入国税はネルビオン川付近で徴収された。何世紀もの間、ネルビオン川流域はビスカヤ伯領の重要な通信回廊だった。1870年にはビルバオからスペインの他地域に向かう鉄道がネルビオン川に沿って建設された。
ビルバオは700年前に商村としてネルビオン川沿岸に築かれ、スペイン北岸でもっとも重要な港を持つ都市として活発な商業活動で発展した。都市域は下流のビスケー湾に向かって拡大を続け、ビルバオ港の活動は再下流部の15kmの航行に依存していたが、技術者のエバリスト・チュルカは旧来の問題を解決する大型計画（運河化）を立案した。ビルバオ都市圏は河川によって分断され、左岸は工場群（鉄鋼・金属加工・造船）やその労働者の居住地区となり、右岸は工場経営者の居住地区となった。

## 地理

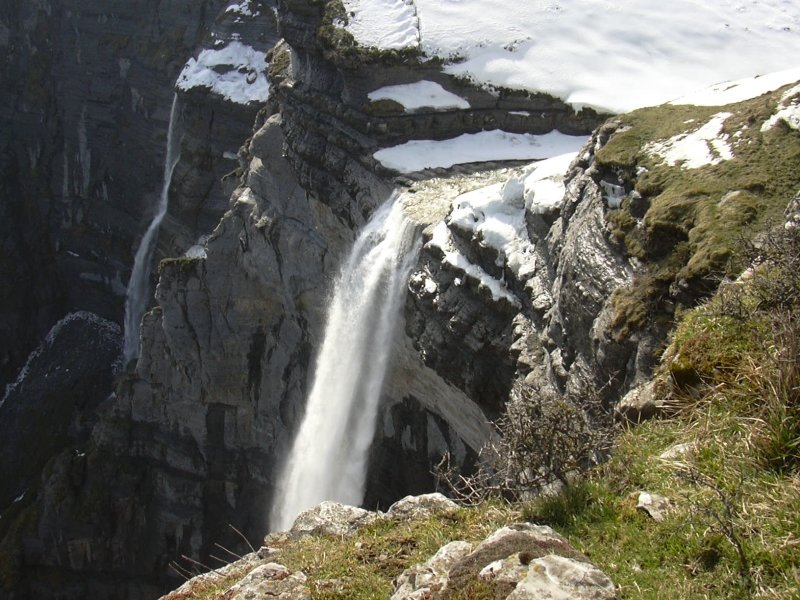
上流部にあるデリカ渓谷と滝

カスティーリャ・イ・レオン州ブルゴス県とバスク州アラバ県の境界付近に水源があり、南から北に流れる。アラバ県のデリカ渓谷では落差300mの壮大な滝を形成し、ビスカヤ県に入ってオルドゥニャに至る。その後再びアラバ県に入り、アムリオやラウディオ/リョディオの町を流れる。再びビスカヤ県に入ると、ビルバオ都市圏を通って大西洋・ビスケー湾のカンタブリア海に注ぐ。ビルバオ市街の河岸にはビルバオ・グッゲンハイム美術館などがあり、河川に並行してビルバオ・トラムやメトロ・ビルバオなどが走っている。ビルバオ市街にはサン・アントン橋・スビスリ橋・サルベ橋、ポルトゥガレテとゲチョの間には世界遺産のビスカヤ橋が架かっており、いずれも観光名所となっている。潮の干満の影響は海から15km遡ったビルバオ旧市街に達する。
西側から流れ込む支流にカダグア川やガリンド川、東側から流れ込む支流にアラティア川やイバイサバル川やアスア川がある。イバイサバル川もネルビオン川本流とともに重要な河川とされており、水系を総称してネルビオン＝イバイサバル水系と呼ばれる。水系全体の流域面積は1,900km2であり、延長距離は72kmである。ゴルベア山地から流れ出す支流のアルトゥベ川にはゴユリの滝がある。

### ビルバオ河口

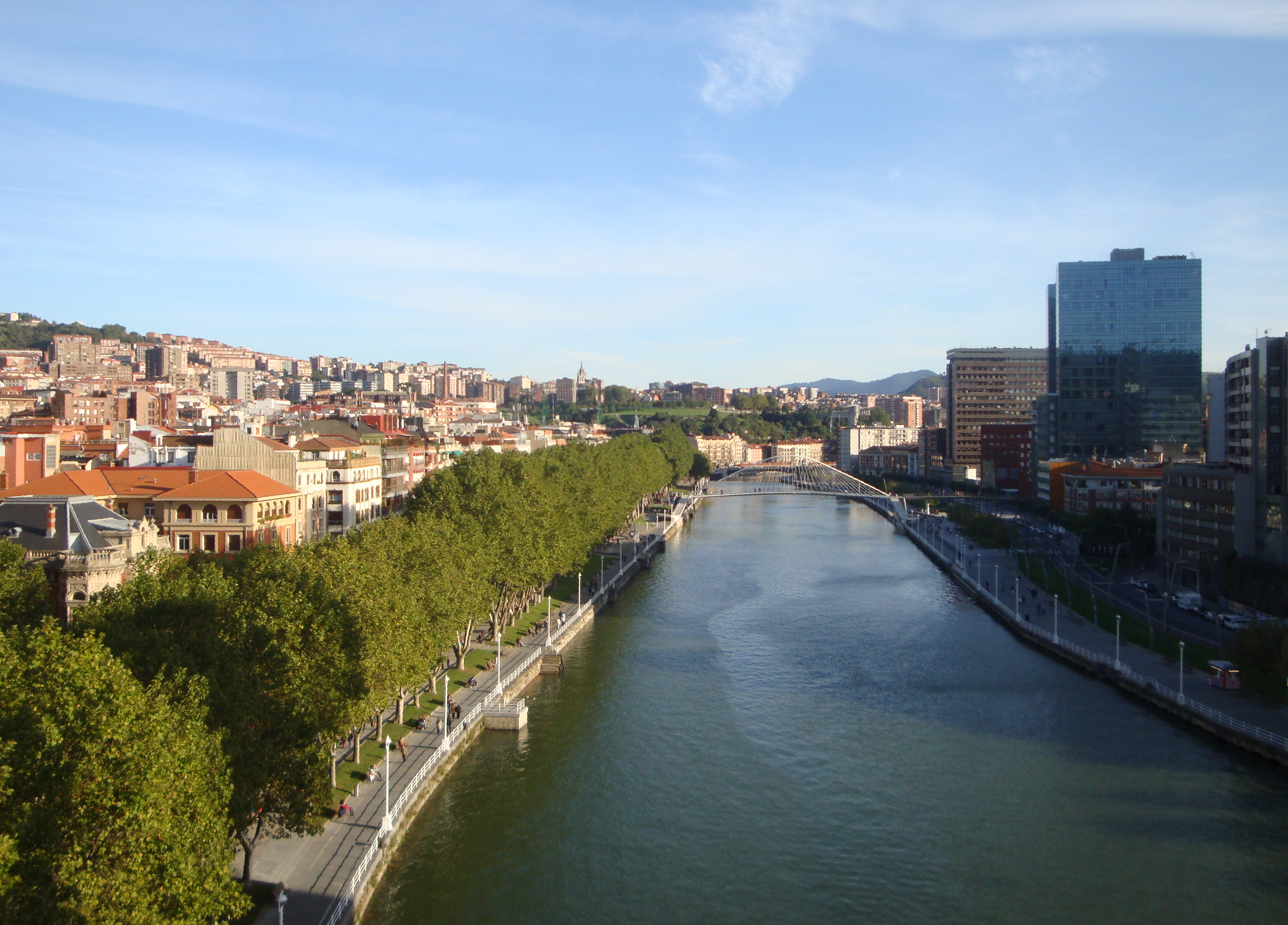
ビルバオ河口

ネルビオン＝イバイサバル川水系の河口部、イバイサバル川とネルビオン川の合流地点以北はビルバオ河口(スペイン語: Ría de Bilbao, バスク語: Bilboko Itsasadarra, 英語: The Estuary of Bilbao)と呼ばれる。河口はビルバオ市街地からビルバオ湾まで約16kmに及び、河川から海への移行部分を形成している。ビルバオ河口にはビルバオ港があるが、港湾当局は近年、都市再生のためにビルバオに近い部分の河岸の大改造計画を行った。この都市再生計画によって、ビルバオ港は河岸からより海側の、サントゥルツィやシエルベナなどの海岸線に移築された。ビルバオから下流部はビルバオ都市圏に含まれ、左岸地区（バラカルド、セスタオ、ポルトゥガレテ、サントゥルツィ）と右岸地区（エランディオ、レイオア、ゲチョ）に分けられる。

## 環境
産業活動が増大した100年間を経て、特に下流部の25kmでは水中の酸素レベルが基準値を20%も下回った。河川の生態系は破壊され、世界でもっとも汚染された河川のひとつであった。1990年に地元当局はこの状況を克服するための環境整備計画が開始され、川底の汚泥を浄化した上で自然環境に復帰させられた。この浄化計画には6億ユーロ以上が支出され、15年後には環境状態の一定の改善を得た。ネルビオン川はきれいな川に変わり、現在では水生生物に満ちている。

## 名称
今日ではスペイン語（カスティーリャ語）のネルビオン川という名称が使用されているが、11世紀から20世紀までの史料によると、イバイサバル川とネルビオン川が合わさってビルバオ河口と呼ばれる最下流部は、伝統的にイバイサバル（バスク語で「広い川」の意）と呼ばれた。地元ビルバオ出身の文学作家のミゲル・デ・ウナムーノや、ビルバオ市長のハビエル・イバーラは、この河川をスペイン語のネルビオン川ではなくバスク語のイバイサバルと呼んだ。